# Saint-Omer-Capelle
Saint-Omer-Capelle (Nederlands: Sint-Omaarskapelle) is een gemeente in het Franse departement Pas-de-Calais (regio Hauts-de-France). De plaats maakt deel uit van het arrondissement Calais. Saint-Omer-Capelle telde op 1 januari 2022 1.100 inwoners.

## Geschiedenis
Saint-Omer-Capelle is gelegen in het gebied dat vroeger lag aan het estuarium van de Aa, dat in de vroege middeleeuwen geleidelijk aan drooggelegd werd. Het gebied werd bekend als het Land van den Hoek en omvatte de parochies Saint-Folquin (Sint-Volkwin), Saint-Omer-Capelle (Sint-Omaarskapelle), Sainte-Marie-Kerque (Sinte-Mariakerke) en Saint-Nicolas (Sint-Niklaas aan de Aa). Het bestuur zetelde in het gehucht Mannequebeurre (Monnikenbure).

## Taal
Saint-Omer-Capelle lag in de middeleeuwen nog in het Nederlandse taalgebied, maar raakte geleidelijk verfranst, al blijkt dat er tot in de 18de en 19de eeuw nog Vlaams voor kwam.

## Geografie
De oppervlakte van Saint-Omer-Capelle bedroeg op 1 januari 2022 10,69 vierkante kilometer; de bevolkingsdichtheid was toen 102,9 inwoners per km².

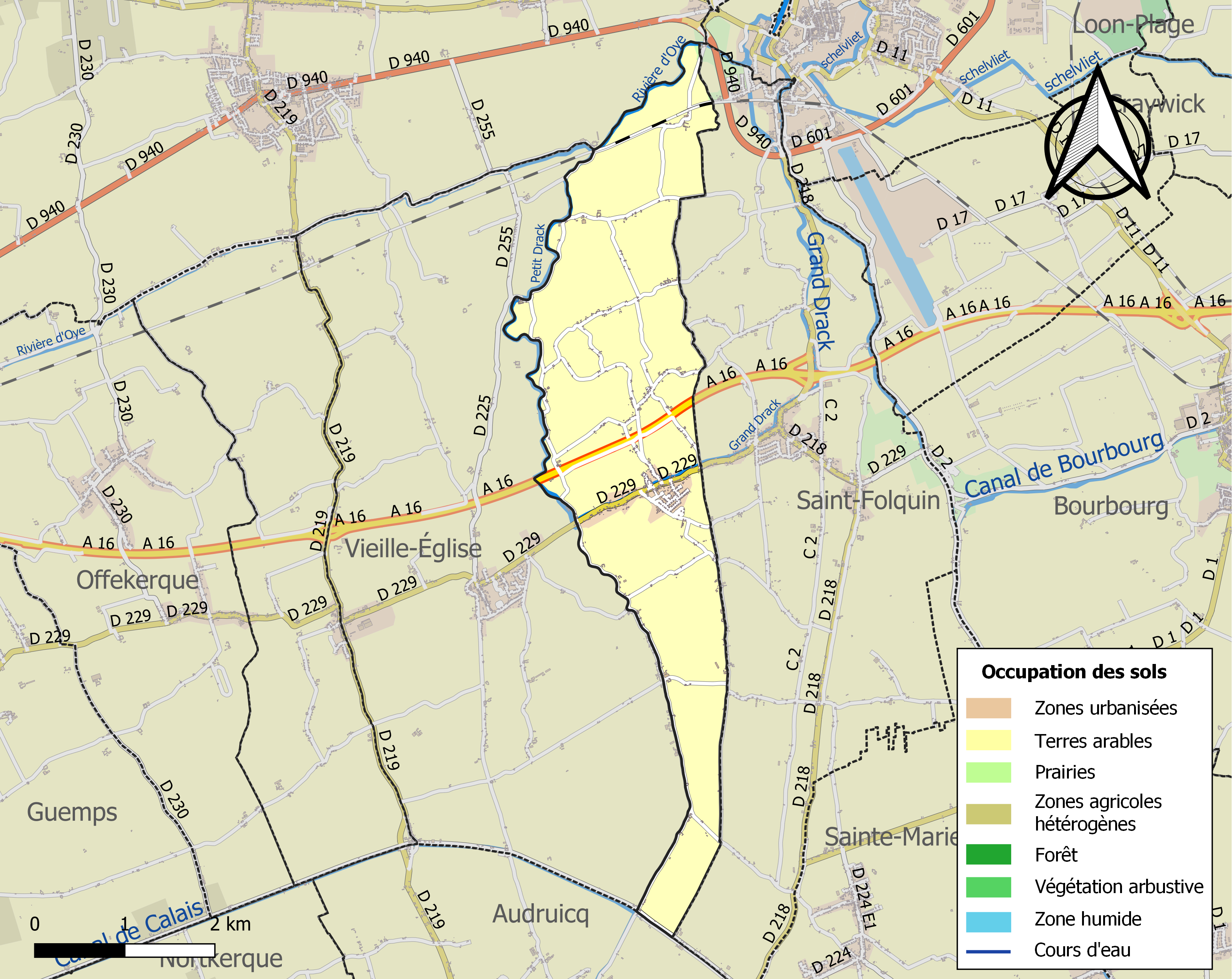
Kaart van de gemeente met belangrijkste infrastructuur, bodemgebruik en omliggende gemeenten

## Demografie
Onderstaande figuur toont het verloop van het inwonertal (bron: INSEE-tellingen).